# مورگانزا (لوئیزیانا)
مورگانزا (به انگلیسی: Morganza) شهری در ایالت لوئیزیانا کشور ایالات متحده آمریکا است که جمعیت آن در سرشماری سال ۲۰۱۰ میلادی، ۶۱۰ نفر بوده‌است.